# Akademisk Boldklub
El Akademisk Boldklub es un club de fútbol danés de la ciudad de Copenhague. Es uno de los equipos de mayor tradición y más populares del fútbol danés. Ha ganado un total de 11 títulos nacionales. 
Fue fundado en 1889 y juega actualmente en la Segunda División de Dinamarca.

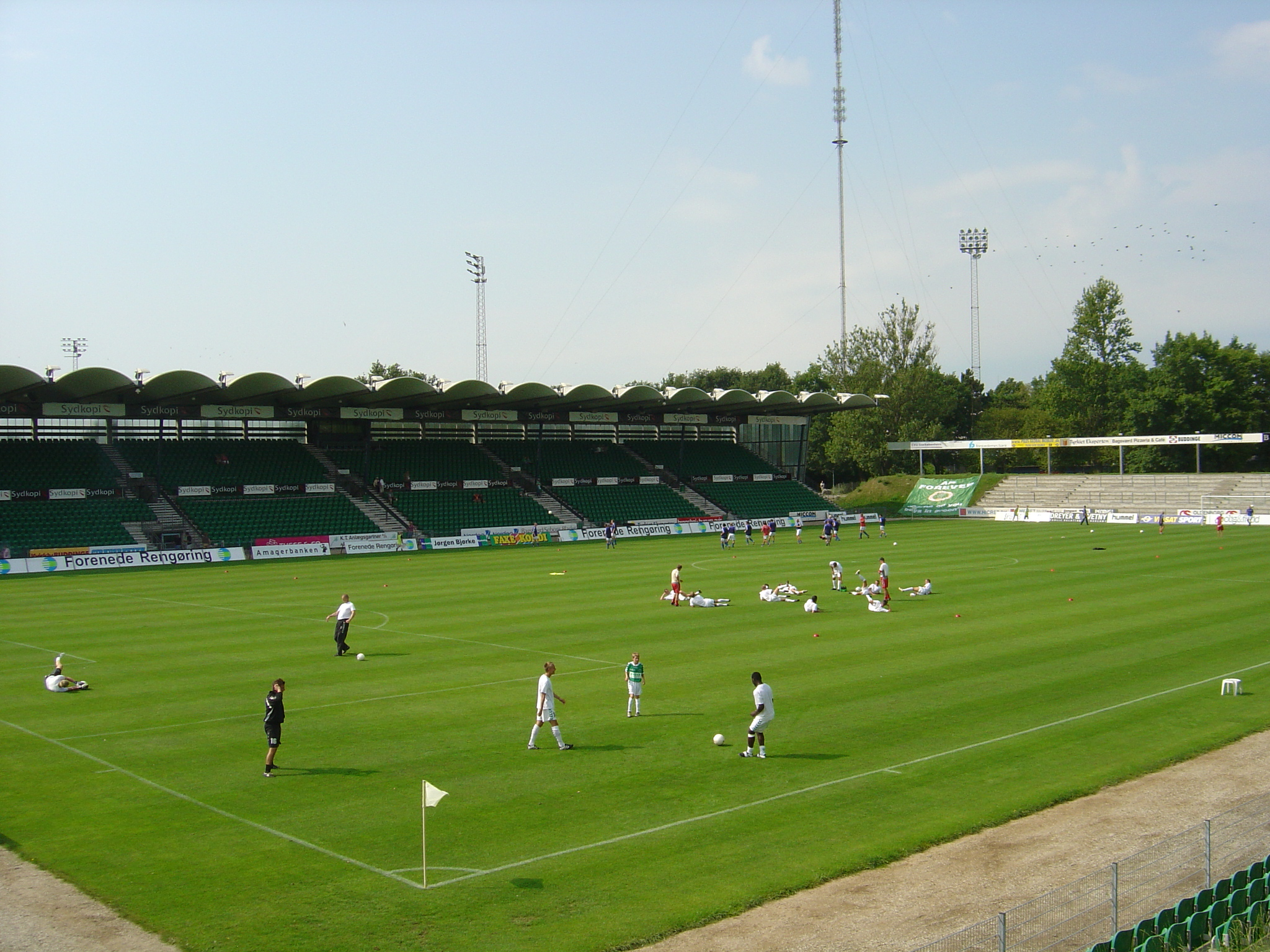
Gladsaxe Stadion.

## Entrenadores
| Período   | Nombre                                | Nacionalidad                 |
| --------- | ------------------------------------- | ---------------------------- |
| 1963–1965 | Ivan Jensen                           | Bandera de Dinamarca         |
| 1965      | Frank Soo                             | Bandera de Inglaterra        |
| 1966–1968 | Mario Astorri                         | Bandera de Italia            |
| 1968–1969 | Ernst Netuka                          | Bandera de Dinamarca         |
| 1970      | Karl Aage Hansen                      | Bandera de Dinamarca         |
| 1970–1971 | Jørgen Hvidemose                      | Bandera de Dinamarca         |
| 1972      | Karl Aage Hansen                      | Bandera de Dinamarca         |
| 1973–1975 | Jack Cummings                         | Bandera de Irlanda del Norte |
| 1975      | Niels Erik Rasmussen                  | Bandera de Dinamarca         |
| 1976      | Rudi Strittich                        | Bandera de Dinamarca         |
| 1977      | Arne Borsdal                          | Bandera de Dinamarca         |
| 1978–1983 | Christian Andersen                    | Bandera de Dinamarca         |
| 1983      | Jan Andersen                          | Bandera de Dinamarca         |
| 1984      | Peter Dahl                            | Bandera de Dinamarca         |
| 1985–1986 | Christian Andersen                    | Bandera de Dinamarca         |
| 1986      | Henning Kurland                       | Bandera de Dinamarca         |
| 1987      | Kresten Bjerre                        | Bandera de Dinamarca         |
| 1988–1990 | Claus Bo Hansen                       | Bandera de Dinamarca         |
| 1990      | Henning Kurland                       | Bandera de Dinamarca         |
| 1990      | Jan Larsen                            | Bandera de Dinamarca         |
| 1991      | Peter Jensen                          | Bandera de Dinamarca         |
| 1992–1995 | Johnny Petersen                       | Bandera de Dinamarca         |
| 1995      | Christian Andersen                    | Bandera de Dinamarca         |
| 1996      | Tonni Nielsen                         | Bandera de Dinamarca         |
| 1996–1998 | Christian Andersen                    | Bandera de Dinamarca         |
| 1999–2000 | Ole Mørch                             | Bandera de Dinamarca         |
| 2000      | Peter Frandsen / Flemming Christensen | Bandera de Dinamarca         |
| 2001–2002 | Ove Christensen                       | Bandera de Dinamarca         |
| 2003–2005 | Henrik Jensen                         | Bandera de Dinamarca         |
| 2005–2007 | Christian Andersen / Allan Michaelsen | Bandera de Dinamarca         |
| 2007      | Johnny Petersen                       | Bandera de Dinamarca         |
| 2007–2010 | Flemming Christensen                  | Bandera de Dinamarca         |
| 2010–2012 | Kasper Kurland                        | Bandera de Dinamarca         |
| 2012      | Henrik Lehm                           | Bandera de Dinamarca         |
| 2013–2015 | Thomas Nørgaard                       | Bandera de Dinamarca         |
| 2015–2016 | Per Frandsen                          | Bandera de Dinamarca         |
| 2017      | Søren Bjerg                           | Bandera de Dinamarca         |
| 2017–     | Michael Madsen                        | Bandera de Dinamarca         |

## Palmarés

### Torneos nacionales
- Superliga de Dinamarca (9): 1919, 1921, 1937, 1943, 1945, 1947, 1951, 1952, 1967
- Copa de Dinamarca (1): 1999
- Supercopa de Dinamarca (1): 1999

## Participación en competiciones europeas
| Temporada | Competición    | Ronda | Club             | Cómputo global | Ida     | Vuelta  |
| --------- | -------------- | ----- | ---------------- | -------------- | ------- | ------- |
| 1968/69   | Copa de Europa | 1R    | FC Zürich        | 4-3            | 3-1 (F) | 1-2 (C) |
| 1968/69   | Copa de Europa | 1/8   | AEK Atenas       | 0-2            | 0-0 (F) | 0-2 (C) |
| 1970/71   | Copa de Ferias | 1R    | Sliema Wanderers | 10-2           | 7-0 (C) | 3-2 (F) |
| 1970/71   | Copa de Ferias | 2R    | RSC Anderlecht   | 1-7            | 1-3 (C) | 0-4 (F) |
| 1971/72   | Copa UEFA      | 1R    | Dundee FC        | 2-5            | 2-4 (F) | 0-1 (C) |
| 1998      | Copa Intertoto | 2R    | Vorskla Poltava  | 3-3 u          | 2-2 (C) | 1-1 (F) |
| 1999/00   | Copa UEFA      | 1R    | Grasshopper      | 1-3            | 0-2 (C) | 1-1 (F) |
| 2000/01   | Copa UEFA      | Q     | B36 Tórshavn     | 9-0            | 8-0 (C) | 1-0 (F) |
| 2000/01   | Copa UEFA      | 1R    | Slavia Praga     | 0-5            | 0-3 (F) | 0-2 (C) |
| 2002      | Copa Intertoto | 1R    | BATE Borisov     | 0-3            | 0-1 (F) | 0-2 (C) |